# Gabinete Simon
O Gabinete Simon foi o ministério formado por Jules Simon em 12 de dezembro de 1876 e dissolvido em 16 de maio de 1877. Foi o 9º gabinete da Terceira República Francesa, sendo antecedido pelo Gabinete Dufaure IV e sucedido pelo Gabinete Broglie III.

## Contexto
Jules Simon iniciou seu governo em um ambiente de agitação religiosa ultramontana, a qual desaprovava. No entanto, parte da Assembleia Nacional Francesa, liderada sobretudo pelo deputado Léon Gambetta, considerou que o Presidente do Conselho de Ministros não havia reagido com firmeza suficiente em relação a essa agitação. Sobrecarregado, Simon teve que aceitar uma agenda de governo que reprimisse os católicos intransigentes, o que, entre outras coisas, fez com que o Presidente da República, o conservador Patrice de Mac-Mahon, se sentisse contrariado, enviando um pedido de explicação a Simon. Irritado com o pedido, o gabinete renuncia em 16 maio de 1877:
Senhor Presidente da República, a carta que gentilmente me escreveu impõe-me o dever de renunciar às funções que gentilmente me confiou.
No dia seguinte, Mac-Mahon nomeou Albert de Broglie como Presidente do Conselho (pela terceira vez).

## Composição
- Presidente da República: Patrice de Mac-Mahon
- Presidente do Conselho de Ministros: Jules Simon
- Ministro dos Estrangeiros: Louis Decazes
- Ministro da Justiça e dos Cultos: Louis Martel
- Ministro do Interior: Jules Simon
- Ministro da Guerra: Jean-Auguste Berthaut
- Ministro das Finanças: Léon Say
- Ministro da Marinha e das Colônias: Martin Fourichon
- Ministro da Instrução Pública e Belas Artes: William Waddington
- Ministro das Obras Públicas: Albert Christophle
- Ministro da Agricultura e do Comércio: Pierre Teisserenc de Bort

## Realizações
- Criação do Livro de Registro da Família, visando à organização dos registros civis franceses;[3]
- Expurgo de certos prefeitos e magistrados.

## Referência
1. ↑  Mollier, Jean-Yves (1995). «Dominique Lejeune, La France des débuts de la IIIe République. 1870-1896, Coll. « Cursus », 1994». Revue d'Histoire du XIXe siècle - 1848 (1): 119–119. Consultado em 23 de março de 2025
2. ↑  Marcère, Émile Louis Gustave Hayes de (1908). Histoire de la République de 1876 à 1879. Robarts - University of Toronto. [S.l.]: Paris, Plon. pp. 163–170
3. ↑  «Livret de famille | La Mairie d'Aniane» (em francês). Consultado em 23 de março de 2025